# Гимназија „Бранко Радичевић” Стара Пазова
Гимназија „Бранко Радичевић” је средња школа и гимназија која се налази у Стара Пазова у Светосавској 5.

## Опште информације
Образовно-васпитни рад се реализује на српском језику. Поред енглеског језика (први страни језик) изучавају се и руски, немачки, француски и шпански језик, као други страни језик (пета година учења).
Словачки језик као факултативан предмет похађају ученици којима је то матерњи језик.
Листа изборних програма: Језик, медији и култура, Појединац, група и друштво, Здравље и спорт, Образовање за одрживи развој, Уметност и дизајн, Примењене науке, Примењене науке 1, Примењене науке 2, Основи геополитике, Економија и бизнис, Религије и цивилизације, Методологија научног истраживања и Савремене технологије.
Од постојећих изборних програма Наставничко веће Гимназије сваке године бира четири програма за први разред, четири програма за други разред и четири програма за трећи разред.
Ученик са листе коју је утврдило Наставничко веће бира два изборна програма у првом, другом и трећем разреду. Изборни програм за који се ученик одлучи у трећем разреду, ученик слуша и у четвртом разреду.
Настава се изводи у једној смени. Смене се мењају недељно. Тренутно у сваком разреду су формирана четири одељења А,Б,Ц и Д.

## Историјат
Прва етапа развоја гимназије је временски ограничена на период после Првог светског рата од 1918-1922. године. Тада је, на иницијативу умних људи, основана гимназија, која је као и многе стручне школе била приватна.
У послератном периоду, образована је нижа гимназија и то одмах по ослобођењу 1946. године.
У трећој етапи се отварају нове, реформисане гимназије, четвороразредне, које су образоване уместо досадашњих класичних и реалних. У Старој Пазови се 1962. године формира гимназија друштвено језичког и природно-математичког смера. Коначно, 1990. године основана је гимназија "Бранко Радичевић", која је у почетку имала општи и друштвено језички смер, а сада су сва одељења општег смера.

## Подручја рада и профили
Гимназија Инђија има следећа подручја рада и профиле:
- општи смер[1]

## Статистика

### Гимназија
Број ученика уписаних у школу
| Школска година | Број ученика |
| -------------- | ------------ |
| 2023/24        | 432          |
| 2022/23        | 427          |
| 2021/22        | 438          |
| 2020/21        | 458          |
| 2019/20        | 441          |